# Górki (gmina w guberni radomskiej)
Górki (od 1915 Jurkowice) – dawna gmina wiejska istniejąca na przełomie XIX i XX wieku w guberni radomskiej. Gmina Górki istniała już w 1810 roku. Siedzibą władz gminy były prawdopodobnie Górki. Według S. Chmielnickiego budynek siedziby gminy znajdował się w Pełczycach Górnych od strony Jurkowic.
Za Królestwa Polskiego gmina Górki należała do powiatu sandomierskiego w guberni radomskiej.
Około 1881 w skład gminy wchodziły według [1]: Brodowa Góra, Budy, Domaradzice, Górki, Józefów, Juljanów, Jurkowice, Konary, Konarska - Wola, Kujawy, Łukawica A i B, Moszyny, Nawodzice, Nowa Wieś, Olbierzowice, Opalina, Pełczyce Dolne i Górne, Pęcławice, Pęcławska - Kolonia, Pęcławice - osada, Podgórze, Podlesie, Pokrzywianka, Rajmuntowice, Rybnica, Smerdynia, Stradówek, Szczeglice, Szymanowice Dolne i Górne, Ułanowice, Witoldów, Witowice, Wolica, Wróblew, Wysoczki - duże, Wysoczki - małe, Wysoczki - średnie, Zagaje, Zagórzyce, Zielonka, Żyznów.
W tym okresie gmina liczyła 787 domów oraz 5 629 mieszkańców. Zajmowała obszar 17 167 mórg, w tym 11 426 mórg należało do dworów.
W 1877 na terenie gminy znajdowały się 2 gorzelnie Ułanowice i Julianów, 6 młynów wodnych, 3 wiatraki, młynek do gipsu, tartak (Rybnica, cegielnia (Szymanowice Dolne), wapiennik (folwark Żyznów) oraz szkoła początkowa (Olbierzowice). Sąd gminny okręgowy oraz urząd pocztowy znajdował się w Klimontowie. Gmina liczyła 5 393 mieszkańców.
W 1915 r. w czasie I wojny światowej okupacyjna administracja austriacka zmieniła nazwę gminy na gmina Jurkowice.

## Wójtowie
- T. Bryła (1869)[8].